# Cerithiopsis guitarti
Cerithiopsis guitarti là một loài ốc biển, động vật chân bụng trong họ Cerithiopsidae, được tìm thấy ở Biển Caribe và Vịnh Mexico. Nó được Espinosa and Ortea mô tả năm 2001.

## mô tả
Chiều dài tối đa của vỏ ốc được ghi nhận là 2,5 mm.

## Môi trường sống
Độ sâu tối thiểu được ghi nhận là 20 m. Độ sâu tối đa được ghi nhận là 20 m.